# کریس داگنال
کریس داگنال (انگلیسی: Chris Dagnall؛ زادهٔ ۱۵ آوریل ۱۹۸۶) بازیکن فوتبال اهل بریتانیا است.
از باشگاه‌هایی که در آن بازی کرده‌است می‌توان به باشگاه فوتبال ترانمره راورز، باشگاه فوتبال لیتون اورینت، باشگاه فوتبال بارنزلی، باشگاه فوتبال کرالا بلاسترز، باشگاه فوتبال اسکانتورپ یونایتد، باشگاه فوتبال هیبرنین، باشگاه فوتبال روچدیل، باشگاه فوتبال کاونتری سیتی، و باشگاه فوتبال برادفورد سیتی اشاره کرد.